# Knud Leonard Knudsen
Knud Leonard Knudsen, född 6 september 1879, död 28 april 1954, var en norsk gymnast.
Knudsen tävlade för Norge vid olympiska sommarspelen 1912 i Stockholm, där han var med och tog guld i lagtävlingen i fritt system. 